# Lex Terentilia
A Lex Terentilia foi um projeto de lei da República Romana que nunca foi aprovada. A lei previa a criação de uma comissão encarregada de definir os poderes consulares, a fim de limitar sua arbitrariedade. Foi apresentado e amplamente discutido durante anos, a partir de 462 a.C., sem nunca ter sido aprovado. Segue abaixo o resumo dos acontecimentos seguindo o texto de Tito Livio, Ab Urbe condita libri.

## Situação política
Devemos começar a partir de 462 a.C. quando Roma, após uma série particularmente densa de batalhas vitoriosas com seus vizinhos, entrou em um período de paz externa. E imediatamente se transformou em violentos conflitos políticos entre os direitos dos patrícios e os dos plebeus, conhecido como conflito das ordens.
O tribuno da plebe Caio Terentílio Harsa apresentou a lei que em seu nome se chamava, precisamente, Lex Terentilia e que propunha a formação de um comitê de cinco cidadãos a quem seria confiada a tarefa de redigir definitivamente as normas que vinculavam o poder dos cônsules, então praticamente ilimitado. De fato, com a queda dos Tarquínios e do sistema monárquico romano, foi criada a figura do cônsul que, no entanto, mantinha um alcance quase absoluto de poderes do rei e difere desta figura apenas pela duração anual e não vitalícia do ofício e por algumas funções religiosas que foram transferidas para várias figuras sacerdotais, em primeiro lugar o pontífice máximo.
Recordamos que as leis de Roma eram em grande parte geridas pelo patriciado através do seu conhecimento e interpretação. E a interpretação era muitas vezes sobreposta a práticas religiosas como a auguria. Em resumo, as leis ainda não haviam sido codificadas nas famosas Leis das XII tábuas. Também sabemos que em Roma uma lei, quando questionada, tinha que encerrar seu processo; se não fosse aprovado, não poderia ser reapresentado até a eleição de novos cônsules.

## Anos de discussões

### 462 a.C.
Em 462 a.C., na apresentação da lei, a óbvia resistência patrícia foi liderada pelo pretor Quinto Fabio. Estes, com discursos no Fórum e palavrões sobre a ausência dos cônsules engajados em batalhas com os inimigos "habituais", conseguiram interromper a discussão. Depois voltou o cônsul Lúcio Lucrécio Tricipitino, que com Tito Vetúrio Gêmino Cicurino entrou em campo contra os Volscos e os équos. Lucrécio trouxe de volta um saque abundante para Roma e a plebe atribuiu-lhe o triunfo (apenas a ovação a Vetúrio). Da Lex Terentilia, para aquele ano, não se falou mais.

### 461 a.C.
No ano seguinte, 461 a.C., com os cônsules Públio Volúmnio Amintino Galo e Sérvio Sulpício Camerino Cornuto, todos os tribunos reapresentaram a Lex Terentilia. Mas mais uma vez surgiu o boato de que volscos e os équos, com sede em Âncio, pegaram em armas. Os cônsules chamaram o habitual alistamento militar e, consequentemente, a discussão legislativa foi suspensa. Os tribunos da plebe reclamavam que se tratava de um movimento dos patrícios para interromper a discussão da lei, que os inimigos haviam acabado de ser fortemente derrotados e certamente não queriam reiniciar as hostilidades. Por isso, lançaram uma reticência geral ao alistamento, defendendo aqueles que, por indicação nominativa dos cônsules, fossem apreendidos pelos lictores. A arena interna de Roma rapidamente ficou em brasa. O julgamento, condenação e fuga de Cesão Quíncio Cincinato se encaixam nesse quadro.

### 460 a.C.
Em 460 a.C. a situação externa melhorou. volscos e os équos não pegaram em armas contra Roma e a lei foi prontamente apresentada para discussão. Nesse ano houve a revolta liderada por Ápio Erdônio. Os patrícios, claro, pegaram a bola para parar a discussão e derrubar a lei. O cônsul Públio Vaério Publícola saiu da sessão para exortar o povo a reagir contra os desordeiros. Os tribunos da plebe minimizaram (talvez com razão) a extensão da revolta ao afirmar que os rebeldes eram clientes e hóspedes dos patrícios e que, aprovada a lei e inutilizada sua ação, desapareceriam às escondidas. O impasse foi eliminado com o aparecimento em Roma do ditador de Túsculo, uma cidade aliada dos romanos, Lúcio Mamílio, que praticamente forçou os romanos a libertar seu próprio Capitólio. Na ação, Públio Valério foi morto a tiros, mas antes de iniciar a batalha havia prometido que não se oporia à reunião da plebe. Obviamente o patriciado não teria cumprido a promessa; quem havia prometido estava morto e os outros não haviam prometido nada. O outro cônsul Caio Cláudio não quis aceitar a discussão sob o pretexto de aguardar a eleição de um colega. Em dezembro, após meses de discussões acaloradas e inúteis, Lúcio Quício Cincinato foi eleito cônsul, o próprio pai do jovem Cesão tentou no ano anterior. Cincinato declarou que faria guerra contra volscos e os équos e, portanto, a discussão das leis seria suspensa; os romanos estariam sujeitos à legislação militar. O exército foi convocado para o Lago Regilão.
A questão explodiu em meio a diatribes que viam os tribunos da plebe de um lado e os cônsules do outro como protagonistas. Argumento: "Cincinato era um cidadão privado quando Públio Valério liderou a vingança contra Erdônio, comprometendo a plebe com o juramento de obediência, portanto Cincinato não poderia obrigar o povo a obedecer em virtude do mesmo juramento"; também foi dito que Cincinato também queria trazer bons votos ao Lago Regilão para consagrar o local do encontro. Isso, de acordo com as leis em vigor, poderia ter dado ao patriciado a possibilidade de fazer com que os comícios dos centuriões revogassem o que foi decidido em Roma. A uma milha de Roma não havia direito de apelação; até os tribunos que eram sacrossantos na cidade (intocáveis) fora do Pomério eles se tornariam cidadãos comuns novamente. Lictores com seus machados poderiam operar sem restrições legais. Uma vez que a questão foi levada ao Senado, os patres decretaram salomonicamente que a lei não seria apresentada para aquele ano, mas que os cônsules (Cincinato) não deixariam o exército sair da cidade. Um sorteio difícil.

### 459 a.C.
Em 459 a.C. os novos cônsules, Quinto Fábio Vibulano e Lúcio Cornélio Maluginense Uritino conseguiram escapar da pressão dos tribunos e foram "obrigados" a trazer o exército para Âncio, uma colônia que, sob o ataque de volscos e os équos, arriscou passar para o inimigo. Uma vez eliminado esse perigo, soube-se que os équos haviam entrado em Túsculo e Roma, que apenas no ano anterior haviam sido ajudados pelos tuscolanos contra Ápio Erdônio nem sequer pensar em não ajudar os membros. O exército foi sequestrado e obteve uma vitória clara.
Para fins de política interna, os tribunos continuaram a reiterar que o exército foi mantido fora da cidade com desculpas justamente para bloquear o processo da lei, mas que continuariam trabalhando para a discussão de qualquer maneira. O prefeito da cidade Lúcio Lucrécio pôde aguardar o retorno dos cônsules. Além disso, descobriu-se que o julgamento de Cesão Quíncio havia sido sustentado por falsas acusações e que o filho de Cincinato era inocente. Os tribunos contestaram a abertura do julgamento em Volscos, (tribuno da plebe quando lançou a acusação contra Cesão Quíncio) como um truque para interromper a discussão da lex Terentilia. A lei deixou de se falar durante todo o ano porque os tribunos concentraram-se na campanha eleitoral para a sua reeleição.

### 458 a.C.
No ano seguinte viu o consulado de Caio Náucio Rutilo e Lúcio Minúcio Esquilino Augurino. Eles se viram com duas questões pendentes: o julgamento de Volscos, contestado pela plebe e a já longa apresentação da lex Terentilia contestada pelo patriciado. A batalha política se acirrou com a entrada em cena de Tito Quíncio Capitolino, questor, que havia sido cônsul três vezes e perseguiu com grande decisão o acusador do sobrinho. Do lado oposto, o tribuno Virgínio destacou-se como o mais ardente defensor da lex Terentilia. Dois meses foram concedidos aos cônsules para estudar a lei e entender seus enganos ocultos. isso restaurou a paz interna em Roma.
Para parar tudo foram novamente os équos, comandados por Graco Clélio atacaram Túsculo. Os toscanos pediram ajuda a Roma. Os cônsules chamaram o alistamento e os tribunos como uma prática quase automática - eles estavam se preparando para bloquear seu progresso. No entanto, os sabinos também chegaram e começaram a saquear o território quase até os portões de Roma. Apesar dos protestos dos tribunos, a plebe pegou em armas. Os cônsules em exercício, no entanto, foram incapazes de liderar o exército de forma eficaz. Lúcio Quíncio Cincinato foi eleito ditador. Este é o momento do famoso episódio da visita dos senadores a Cincinato que se empenham em trabalhar nos campos. Após a batalha de Monte Algido Cincinato voltou vitorioso para Roma e, como sabemos, depôs o cargo de ditador. (Celebrado durante séculos por este ato, não se lembra que Cincinato, para deixar seu cargo, esperou o resultado do julgamento em Volscos que - obviamente, mesmo que, ao que parece, com razão - foi considerado culpado e exilado). Outras batalhas sobre o Algido e o Ereto permitiram ao patriciado adiar novamente a discussão de Terentilia sob o pretexto da ausência dos cônsules de Roma.

### 457 a.C.
No ano seguinte, 457 a.C., tudo recomeçou. A plebe conseguiu eleger os próprios tribunos e a mesma lei foi reapresentada. Os équos atacaram e destruíram a guarnição romana de Corbião. Os cônsules foram incumbidos de levar a guerra aos équos. A lei foi bloqueada. Mas os tribunos, com a desculpa de que durante cinco anos foram zombados, pediram que aumentassem para dez. Os patrícios, sob pressão externa, tiveram que aceitar, pedindo em troca para não ver sempre eleitos os mesmos tribunos. As guerras externas foram travadas e não se falou da lex Terentilia.

### 456 a.C.
456 a.C. viu os cônsules Marco Valério Máximo Latuca e Espúrio Vergínio Tricosto Celimontano que tiveram a sorte de não ver os tribunos apresentarem a Terentilia, mas a lex Icilia de Aventino foi aprovada pela publicação que permitiu a todos construir uma casa no Aventino.

### 455 a.C.
Em 455 a.C. os mesmos dez tribunos do ano anterior apresentaram aos novos cônsules Tito Romílio Roco Vaticano e Caio Vetúrio Cicurino a proposta da lex Terentilia dizendo que se envergonhavam, em dez deles ver a lei bloqueada por dois anos depois disso durante cinco anos foi discutido. A luta político-legislativa foi interrompida como de costume pelo ataque dos équos aos tusculanos. O exército foi enviado para o Algido e voltou com um grande butim. A lex Terentilia, é claro, não foi questionada.

### 454 a.C.
454 a.C. viu o julgamento realizado em nome dos ex-cônsules do ano anterior como fatos salientes. O espólio arrebatado aos équos do Monte Algido foi pago aos esgotados cofres da Fazenda. isso não agradou à plebe. Os cônsules recém-fora do cargo foram levados ao tribunal. Apesar da feroz defesa dos patrícios, eles foram condenados. Tito Romílio teve que pagar multa de 10 000 asses e Caio Vetúrio teve que pagar 15 000. O resultado do processo não assustou os novos cônsules Espúrio Tarpeio Montano Capitolino e Aulo Atérnio Varo, que afirmaram que, mesmo ao custo de terem que pagar grandes somas, não teriam permitido a aprovação da lei.
| ( AL ) "Tum abiecta lege quae promulgata consenuerat, tribuni lenius agere cum patribus: finem tandem cetaminum facerent [...] Rem non aspernabantur patres [...] missi legate Athenas Sp. Postumius Albus, A.Manlius, P. sulpicius Camerinus iussique inclitas leges Solonis describere." | ( TI ) «E a lei Terentilia acabou por ser definitivamente anulada porque, por ser continuamente apresentada, tornou-se inadequada. [...] No entanto, todos concordaram com a conveniência de ter leis comuns [..] Uma comissão formada por Spurius Postumio Albo, Aulus Manlius e Publius Sulpicius Camerino foi enviada a Atenas para copiar as famosas leis de Sólon. " |
| (Tito Livio, Ab Urbe condita libri, III, 33, Newton Compton, Roma, trad.: GD Mazzocato) | |